# Class 91
Pour les articles homonymes, voir Class.

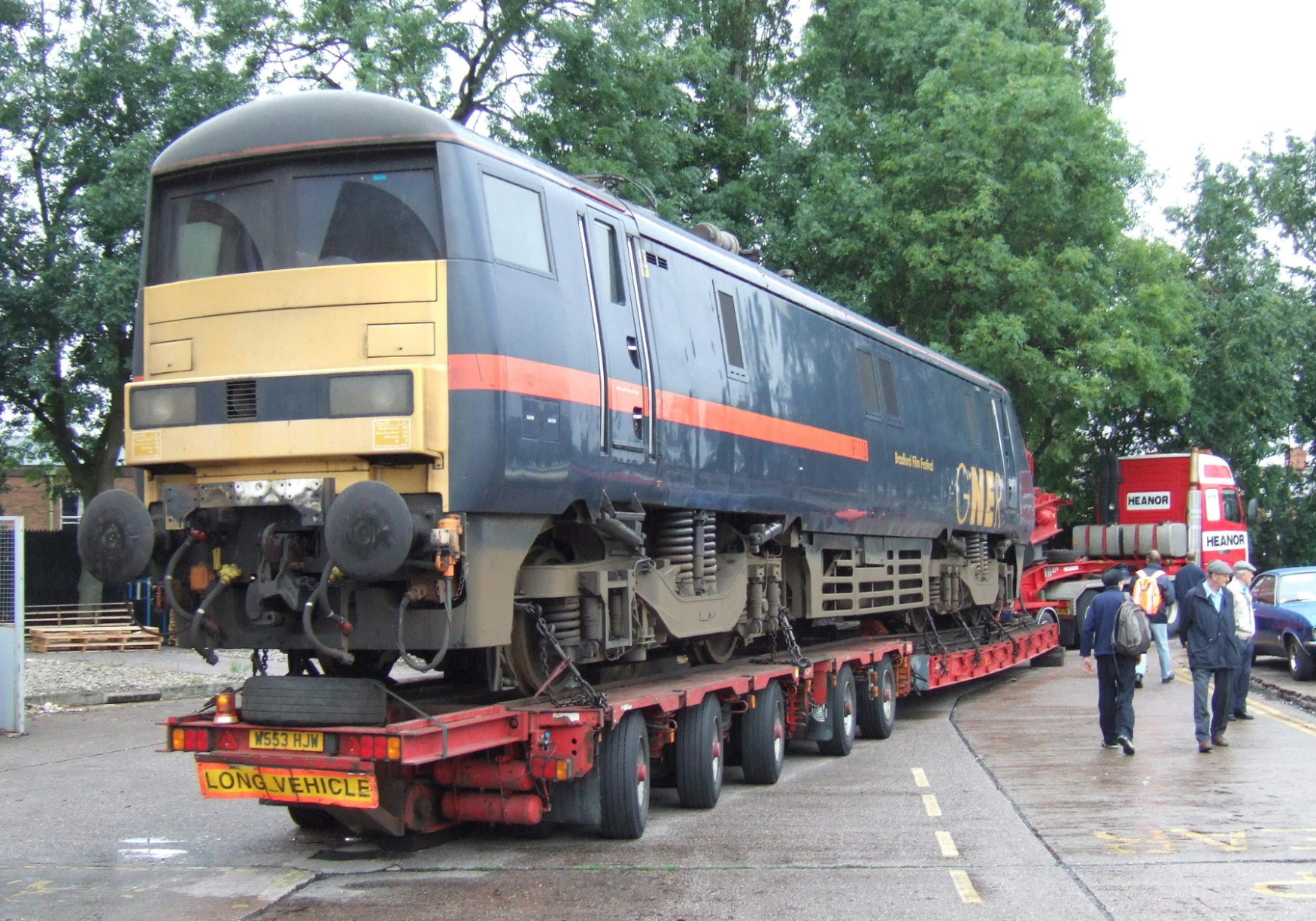
Vue de la cabine arrière d'une locomotive class 91 (aux ateliers de Crewe)

La Class 91 est une série de 31 locomotives électriques britanniques de 6 090 CV commandées par British Rail pour le programme de modernisation et d'électrification de la East Coast Main Line à la fin des années 1980. 

## Histoire
Ces locomotives ont été construites entre 1988 et 1991 par BREL à Crewe dans le cadre d'un contrat de sous-traitance avec GEC. Elles étaient complétées par un parc de voitures Mark 4. Étroitement dérivées des motrices de l'infortuné Advanced passenger train, elles s'en distinguent surtout par l'absence du mécanisme de pendulation.
À l'origine, il était envisagé d'utiliser ces locomotives sur les services rapides de voyageurs de jour et sur les trains de transport combiné de nuit.
Ces projets ont été abandonnés et la traction des trains de fret laissée aux Class 90.
Le style asymétrique de la caisse est aérodynamique à une extrémité pour permettre l'exploitation à grande vitesse avec des rames indéformables de voitures Mark 4 dans des relations en navettes. Une spécification complémentaire était qu'on devait pouvoir les utiliser comme des locomotives normales, d'où l'installation d'une seconde cabine de conduite à l'autre extrémité droite de la caisse.

## Affectation
À la suite de la privatisation de British Rail, le parc fut vendu à HSBC Rail et loué à GNER, filiale de Sea Containers ayant obtenu la concession InterCity East Coast nouvellement créée. Les rames reçurent une nouvelle livrée bleu sombre qui leur a valu le surnom de Stealth Bombers. À la suite de la faillite de Sea Containers en 2007, la concession fut reprise par National Express qui entama l'application de sa livrée grise, mais une seule Class 91 fut entièrement repeinte avant que National Express ne perde la concession en 2009. Depuis, l'Etat a repris la concession sous East Coast, société publique créée en dernier recours en attente d'un nouveau preneur privé.  